# Daniel Salamanca
Daniel Domingo Salamanca Urey (Cochabamba, Bolivia; 8 de julio de 1868-17 de julio de 1935) fue un jurista y político boliviano que fue presidente de la República elegido por el Congreso Nacional de 1931. Durante su mandato se produjo la guerra del Chaco (1932 - 1935).

## Biografía
Daniel Salamanca nació en la ciudad de Cochabamba el 8 de julio de 1868. Empezó sus estudios primarios en 1875 y los secundarios en 1883 saliendo bachiller en 1887. Continuó con sus estudios superiores ingresando a la carrera de derecho de la universidad Mayor de San Simón donde egreso como abogado en 1892 además de desempeñar el puesto de catedrático universitario de Economía Política en la misma institución. En el año 1900 fue elegido diputado por Cochabamba iniciando así una larga carrera política donde su figura se destacó siempre por sobre sus adversarios. Fue un crítico acerbo de los errores y abusos del Partido Liberal. En marzo de 1931 llegó a la presidencia por un acuerdo de los tres partidos políticos existentes en Bolivia.
Según David Alvéstegui en el tercer tomo de su monumental biografía: "Ingresó Salamanca al edificio de la presidencia no con el altivo ánimo de quien ha de mandar a una nación, sino con la resignada actitud del cautivo que va a cumplir, encerrado en un penal, un período de trabajos forzados". Le faltaban entonces muy pocos meses para cumplir los 63 años de edad.
Aquejado por una estenosis al píloro sufrió de terribles dolores abdominales durante toda su vida lo que le obligó a una dieta rigurosa. Esto definió su carácter taciturno, de pocas palabras y escasa sonrisa. Prefería la soledad, el estudio encerrado en su escritorio con una frazada cubriéndole los pies y un infaltable cigarrillo en la mano junto con una fuerte taza de café.
Su imagen reflejaba la pulcritud, la honradez, la honestidad del pensamiento. Era dueño de una amarga y fina ironía. Cuando desde el Comando del Ejército Boliviano le avisaron que su hijo había muerto por culpa de una bala perdida, respondió: "Todos nuestros soldados mueren heroicamente solo mi hijo murió por casualidad".

## Presidente de Bolivia
Daniel Salamanca asumió la Presidencia de Bolivia el 5 de marzo de 1931 cuando tenía casi 63 años de edad.

### Gabinete ministerial
Posesionó a sus nuevos ministros de estado, mediante Decreto Supremo del 5 de marzo de 1931.
| Cargo                                         | Nombre                                     | Periodo                                           | Duración en el Cargo    |
| --------------------------------------------- | ------------------------------------------ | ------------------------------------------------- | ----------------------- |
| Ministro de Relaciones Exteriores y Culto     | Daniel Sánchez Bustamante Vásquez          | 5 de marzo de 1931 - 9 de junio de 1931           | 3 meses y 4 días        |
| Ministro de Relaciones Exteriores y Culto     | Pascual Bailón Mercado (interino)          | 9 de junio de 1931 - 7 de septiembre de 1931      | 2 meses y 28 días       |
| Ministro de Relaciones Exteriores y Culto     | Julio Aníbal Gutiérrez Michelín            | 7 de septiembre de 1931 - 9 de marzo de 1932      | 6 meses y 2 días        |
| Ministro de Relaciones Exteriores y Culto     | Juan María Zalles Calderón                 | 9 de marzo de 1932 - 5 de septiembre de 1932      | 5 meses y 27 días       |
| Ministro de Relaciones Exteriores y Culto     | Julio Aníbal Gutiérrez Michelín (interino) | 5 de septiembre de 1932 - 25 de octubre de 1932   | 1 mes y 20 días         |
| Ministro de Relaciones Exteriores y Culto     | Franz Tamayo Solares                       | 25 de octubre de 1932 - 31 de enero de 1933       | 3 meses y 6 días        |
| Ministro de Relaciones Exteriores y Culto     | Demetrio Canelas Canelas                   | 31 de enero de 1933 - 30 de noviembre de 1933     | 9 meses y 30 días       |
| Ministro de Relaciones Exteriores y Culto     | Carlos Calvo Calbimontes                   | 30 de noviembre de 1933 - 8 de marzo de 1934      | 3 meses y 8 días        |
| Ministro de Relaciones Exteriores y Culto     | Rafael de Ugarte (interino)                | 8 de marzo de 1934 - 22 de marzo de 1934          | 14 días                 |
| Ministro de Relaciones Exteriores y Culto     | David Alvéstegui Laredo                    | 22 de marzo de 1934 -                             | 14 días                 |
| Ministro de Gobierno y Justicia               | Luis Calvo                                 | 5 de marzo de 1931 - 9 de marzo de 1932           | 1 año y 4 días          |
| Ministro de Gobierno y Justicia               | Enrique Hertzog Garaizábal                 | 9 de marzo de 1932 - 25 de octubre de 1932        | 7 meses y 16 días       |
| Ministro de Gobierno y Justicia               | Demetrio Canelas Canelas                   | 25 de octubre de 1932 - 31 de enero de 1933       | 3 meses y 6 días        |
| Ministro de Gobierno y Justicia               | José G. Almaráz                            | 11 de febrero de 1933 - 30 de noviembre de 1933   | 9 meses y 19 días       |
| Ministro de Gobierno y Justicia               | Rafael de Ugarte                           | 30 de noviembre de 1933 - 9 de agosto de 1934     | 8 meses y 9 días        |
| Ministro de Gobierno y Justicia               | Joaquín Espada Antezana                    | 9 de agosto de 1934 - 13 de octubre de 1934       | 2 meses y 4 días        |
| Ministro de Gobierno y Justicia               | Ovidio Urioste                             | 13 de octubre de 1934 - 27 de noviembre de 1934   | 1 mes y 8 días          |
| Ministro de Gobierno y Justicia               | José Antonio Quiroga Chinchilla            | 21 de noviembre de 1934 - 27 de noviembre de 1934 | 6 días                  |
| Ministro de Guerra y Colonización             | Cnl. José Leonardo Lanza                   | 5 de marzo de 1931 - 9 de marzo de 1932           | 1 año y 4 días          |
| Ministro de Guerra y Colonización             | Julio Aníbal Gutiérrez Michelín            | 9 de marzo de 1932 - 25 de octubre de 1932        | 7 meses y 16 días       |
| Ministro de Guerra y Colonización             | Joaquín Espada Antezana                    | 25 de octubre de 1932 - 15 de diciembre de 1932   | 1 mes y 21 días         |
| Ministro de Guerra y Colonización             | Enrique Hertzog Garaizábal                 | 15 de diciembre de 1932 - 30 de noviembre de 1933 | 11 meses y 15 días      |
| Ministro de Guerra y Colonización             | José Antonio Quiroga Chinchilla            | 30 de noviembre de 1933 - 9 de agosto de 1934     | 8 meses y 9 días        |
| Ministro de Guerra y Colonización             | Luis Fernando Guachalla Solares            | 9 de agosto de 1934 - 27 de noviembre de 1934     | 3 meses y 12 días       |
| Ministro de Guerra y Colonización             | Demetrio Canelas Canelas                   | 21 de noviembre de 1934 - 27 de noviembre de 1934 | 6 días                  |
| Ministro de Hacienda e Industria              | Luis O. Abelli                             | 5 de marzo de 1931 - 5 de mayo de 1931            | 2 meses                 |
| Ministro de Hacienda e Industria              | Demetrio Canelas Canelas                   | 5 de mayo de 1931 - 22 de mayo de 1931            | 17 días                 |
| Ministro de Hacienda e Industria              | Florián Zambrana (interino)                | 22 de mayo de 1931 - 9 de junio de 1931           | 18 días                 |
| Ministro de Hacienda e Industria              | Demetrio Canelas Canelas                   | 9 de junio de 1931 - 9 de marzo de 1932           | 9 meses                 |
| Ministro de Hacienda e Industria              | Gerardo Berrios                            | 9 de marzo de 1932 - 7 de julio de 1932           | 3 meses y 29 días       |
| Ministro de Hacienda e Industria              | Joaquín Espada Antezana                    | 7 de julio de 1932 - 25 de octubre de 1932        | 3 meses y 18 días       |
| Ministro de Hacienda e Industria              | Rafael de Ugarte                           | 25 de octubre de 1932 - 15 de diciembre de 1932   | 1 mes y 21 días         |
| Ministro de Hacienda e Industria              | Joaquín Espada Antezana                    | 15 de diciembre de 1932 - 22 de marzo de 1934     | 1 año, 3 meses y 7 días |
| Ministro de Hacienda e Industria              | Zacarías Benavides                         | 22 de marzo de 1934 - 9 de agosto de 1934         | 4 meses y 18 días       |
| Ministro de Hacienda e Industria              | Eduardo López Valdivieso                   | 9 de agosto de 1934 - 13 de octubre de 1934       | 2 meses y 4 días        |
| Ministro de Hacienda e Industria              | Joaquín Espada Antezana                    | 13 de octubre de 1934 - 27 de noviembre de 1934   | 1 mes y 14 días         |
| Ministro de Fomento y Comunicaciones          | Florián Zambrana                           | 5 de marzo de 1931 - 9 de marzo de 1932           | 1 año y 4 días          |
| Ministro de Fomento y Comunicaciones          | A. Villegas                                | 9 de marzo de 1932 - 25 de octubre de 1932        | 7 meses y 16 días       |
| Ministro de Fomento y Comunicaciones          | Enrique Hertzog Garaizábal                 | 25 de octubre de 1932 - 15 de diciembre de 1932   | 1 mes y 21 días         |
| Ministro de Fomento y Comunicaciones          | José Gabino Villanueva (interino)          | 15 de diciembre de 1932 - 9 de enero de 1933      | 25 días                 |
| Ministro de Fomento y Comunicaciones          | José G. Almaráz                            | 9 de enero de 1933 - 11 de febrero de 1933        | 1 mes y 2 días          |
| Ministro de Fomento y Comunicaciones          | Zacarías Benavides                         | 11 de febrero de 1933 - 30 de noviembre de 1933   | 9 meses y 19 días       |
| Ministro de Fomento y Comunicaciones          | José Salinas                               | 30 de noviembre de 1933 - 9 de marzo de 1934      | 3 meses y 9 días        |
| Ministro de Fomento y Comunicaciones          | Zacarías Benavides (interino)              | 9 de marzo de 1934 - 22 de marzo de 1934          | 13 días                 |
| Ministro de Fomento y Comunicaciones          | Gustavo Carlos Otero de la Peña            | 22 de marzo de 1934 - 27 de noviembre de 1934     | 8 meses y 5 días        |
| Ministro de Instrucción Pública y Agricultura | Pascual Bailón Mercado                     | 5 de marzo de 1931 - 9 de marzo de 1932           | 1 año y 4 días          |
| Ministro de Instrucción Pública y Agricultura | Alfredo H. Otero Pantoja                   | 9 de marzo de 1932 - 17 de septiembre de 1932     | 6 meses y 8 días        |
| Ministro de Instrucción Pública y Agricultura | Enrique Hertzog Garaizábal (interino)      | 17 de septiembre de 1932 - 25 de octubre de 1932  | 1 mes y 8 días          |
| Ministro de Instrucción Pública y Agricultura | José Gabino Villanueva                     | 25 de octubre de 1932 - 11 de febrero de 1933     | 3 meses y 17 días       |
| Ministro de Instrucción Pública y Agricultura | Remy Rodas Eguino                          | 11 de febrero de 1933 - 30 de noviembre de 1933   | 9 meses y 19 días       |
| Ministro de Instrucción Pública y Agricultura | Juan Manuel Sainz                          | 30 de noviembre de 1933 - 27 de noviembre de 1934 | 11 meses y 27 días      |
| Ministro de Defensa Nacional                  | Zacarías Benavides                         | 30 de noviembre de 1933 - 22 de marzo de 1934     | 3 meses y 22 días       |
| Ministro de Defensa Nacional                  | Manuel Echenique                           | 22 de marzo de 1934 - 9 de agosto de 1934         | 4 meses y 18 días       |
| Ministro de Defensa Nacional                  | Ernesto Sanjinés                           | 9 de agosto de 1934 - 21 de noviembre de 1934     | 3 meses y 12 días       |
| Ministro de Defensa Nacional                  | Zacarías Benavides                         | 21 de noviembre de 1934 - 27 de noviembre de 1934 | 6 días                  |

### La Guerra del Chaco
"En momentos de crisis y de angustia institucional, cuando todo parecía naufragar y hundirse, se volvía los ojos a él como al solo punto de salvación. Y era el faro de las conciencias atormentadas por los males de la patria, el refugio de todos los sedientos de justicia, libertad, seguridad… Salamanca conoció como nadie… el fervor alucinante de las muchedumbres… Es con este taumaturgo que Bolivia ha corrido la más peligrosa de sus aventuras, ha conocido la más tremenda de sus desdichas".
 Querejazu Calvo (en Querejazu Calvo, 1981, pág. 35)

Era partidario de la solución militar del conflicto de límites chaqueño con el Paraguay. Dijo en una ocasión (1928) que 

"Así como los hombres que han pecado deben someterse a la prueba del fuego para salvar sus almas en la vida eterna, así los países como el nuestro, que han cometido errores de política interna y externa, deben someterse a la prueba del fuego, que en nuestro caso no puede ser otra que el conflicto con el Paraguay".
D. Salamanca (en Dunkerley, 1987, pág. 207)

 Una vez que asumió la presidencia y debido a la mala situación económica por la que atravesaba el país, moderó su actitud proponiendo la desmilitarización del Chaco Boreal y la disminución de los gastos militares. No obstante mantuvo la "penetración" pacífica boliviana en medio de la crisis mundial solicitando préstamos patrióticos a los empresarios del estaño. 

Uno de los motivos de la guerra se dio con la toma y destrucción, por parte del ejército boliviano, del fortín paraguayo Carlos A. López ubicado sobre la laguna Pitiantuta, acción que se realizó sin su conocimiento ni aprobación. 
 El Presidente Salamanca escribió en sus Memorias: 

"Llanamente debo declarar que yo tenía el propósito de prestar especial atención a la cuestión del Chaco. Hasta entonces, este magno interés boliviano, o había sido descuidado por los gobiernos anteriores o había merecido de los más previsores una atención accidental y secundaria. Iba en este asunto no solo la honra sino el supremo interés del porvenir de Bolivia, tanto para asegurar sus territorios del sudeste, constantemente usurpados, como para abrirse una salida al Río de la Plata".
D. Salamanca (en Antezana Villagrán, 1979, pág. 68)

El historiador boliviano Roberto Querejazu Calvo le atribuye la responsabilidad de haber engañado al pueblo boliviano mostrando la recuperación paraguaya de la laguna Pitiantuta (julio de 1932) como si fuera un ataque injustificado a la soberanía boliviana. Luego, sin poder controlar los sucesos que habían desencadenado irresponsablemente los militares del Alto Mando y la presión de los partidos de la oposición, a los cuales finalmente se sumó, agregó la ocupación, sin causa, de tres fortines paraguayos y una actitud cada vez más rígida de no negociar su devolución lo que empujó al gobierno paraguayo a una sola respuesta: la guerra.
La relación entre Salamanca y el alto mando y la de estos entre sí fue difícil durante toda la guerra ya que muchos tenían ambiciones políticas y corporativas que afectaban la conducción de las operaciones.

La clase militar había llegado a formar una especie de casta privilegiada, cuidadosamente cerrada a los profanos, de acceso exclusivamente oficial y cuyos componentes progresaban masónicamente en grados y emolumentos por acción del tiempo […] Unidos en estrecha solidaridad de intereses, frente al Gobierno y a la nación toda, […], acabaron por mostrar, al contacto con la guerra, toda la soberbia de que estaban penetrados. […] Desgraciadamente tanta soberbia militar iba acompañada de la incapacidad y de la derrota, con todas sus funestas consecuencias. […] Se crearon en el Chaco un campo propio y cerrado en que ellos pudiesen moverse con entera libertad. Eso sí, pedían soldados, camiones, provisiones, armas y municiones en cantidades crecientes sin atender a las posibilidades financieras que limitaban los esfuerzos del Gobierno (a pesar de su buena voluntad).
Presidente D. Salamanca (Guachalla, 1978, p. 90 y 91).

Durante la guerra, su aguda intuición lo llevó a prevenir a los oficiales del Alto Mando sobre el peligro de determinadas operaciones militares que resultaron después totalmente acertadas. Así, le previno a Kundt sobre las graves consecuencias estratégicas en caso de que fracasara su anunciada embestida contra Nanawa, en julio de 1933.

### El "corralito" de Villamontes
En su larga lucha contra lo que Salamanca consideraba como una incapacidad crónica del comando boliviano y ante el estrepitoso resultado de la batalla de El Carmen intentó reemplazar al comandante del ejército boliviano, general Peñaranda, pero fue derrocado por un golpe militar liderado por este oficial, conocido como el "Corralito de Villamontes", el 27 de noviembre de 1934. 

"De todas las revoluciones o golpes de Estado en Bolivia, esta fue una de las más grotescas. Se extrajeron tropas de las trincheras y en plena zona de operaciones, a doce kilómetros del enemigo, los principales jefes hicieron apuntar cañones a la residencia donde se alojaba el envejecido jefe del gobierno, la rodearon de soldados armados con fusiles y ametralladoras, y con actitudes valentonas, incitadas en algunos de ellos por el alcohol libado durante la noche de vigilia, aprisionaron a su víctima y más tarde le exigieron su renuncia. Salamanca firmó el documento casi gozoso de que los militares, a quienes nunca había estimado y a quienes culpaba de los desastres de la guerra, quitasen de sus espaldas una cruz que se le había hecho demasiado pesada y se condenasen a sí mismos ante el juicio de la historia, con un acto que por el lugar y las circunstancias en que se producía tenía características de una traición a la Patria".
Querejazu Calvo (1979, pág. 185)

El 27 de noviembre, aproximadamente a las 19:00 horas, desde Villamontes, transmitió por radio al pueblo boliviano: En virtud de razones suficientes que pesan en mi ánimo, hago renuncia y dejación definitiva del cargo de presidente constitucional de la república. Como sucesor fue designado su vicepresidente, José Luis Tejada Sorzano.

## Datos estadísticos

### Demografía
| Población de Bolivia durante el gobierno de Daniel Salamanca | Población de Bolivia durante el gobierno de Daniel Salamanca |
| Año                                                          | Habitantes                                                   |
| ------------------------------------------------------------ | ------------------------------------------------------------ |
| 1931                                                         | 2 347 834                                                    |
| 1932                                                         | 2 366 588                                                    |
| 1933                                                         | 2 385 342                                                    |
| 1934                                                         | 2 404 097                                                    |

## Fallecimiento
Daniel Salamanca falleció repentinamente de un cáncer estomacal en la ciudad de Cochabamba, Bolivia el 17 de julio de 1935 a los 67 años de edad. Al día siguiente, en Puesto Merino cerca de Villamontes, se produjo el primer encuentro entre los comandantes de los ejércitos boliviano y paraguayo: el general Enrique Peñaranda y el general José Félix Estigarribia. Hoy sus restos descansan en una cripta ubicada en el Cementerio General de esa ciudad, junto a su esposa Sara Ugarte de Salamanca, por sus valores patrimoniales está citado en la Ley Municipal Nro 503/2019 que declara al Cementerio General de Cochabamba Patrimonio Arquitectónico, Histórico y Cultural del Municipio de Cochabamba. 